# PPS Group
PPS Group a.s. (PPS Detva, ZTS Detva) — словацкая компания по производству строительной и погрузочно-разгрузочной техники, основанная в 1950 году (в Чехословакии) как часть национального предприятия Tatra Koprivnice. Наиболее известна своими фронтальными погрузчиками HON, UN и UNC, которые были широко распространены на территории СССР. В настоящее время компания производит фронтальные и вилочные погрузчики, навесное оборудование для спецтехники и т. д.

## История
Компания начала существование в составе национального предприятия Tatra Koprivnice. В 1950 году началось строительство завода, а в 1954 году в производство был запущен первый экскаватор Skoda D500. Постепенно спектр производимой техники расширялся, и 1 января 1955 года по постановлению министра промышленности предприятие в словацкой деревне Детве стало самостоятельным и обрело собственное название «Подполянске строярне». Основной продукцией компании в тот период стали самосвалы Tatra 147 (модификация грузовика Tatra 111); кроме того, на заводе производили гусеничные тракторы, снегоуборочные машины и т. д. В 1974 году продукция компании получила официальное название Detvan.

### Экскаваторы-планировщики

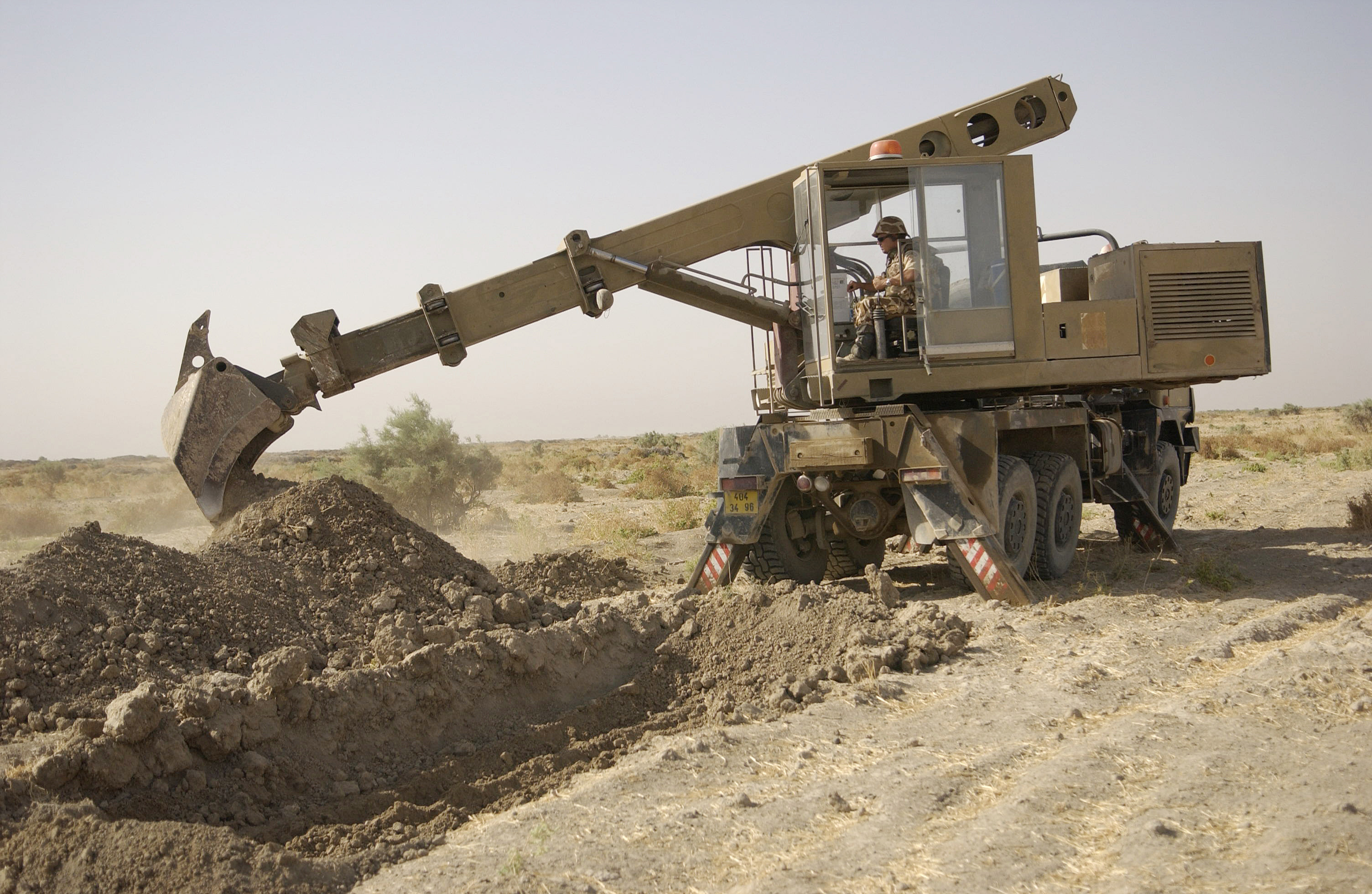
Экскаватор-планировщик UDS на шасси Tatra 815

В 1958 году на предприятии открылось конструкторское бюро, и первой его разработкой стали канатные экскаваторы D-031, D-032 и D-33a, предназначенные для установки на шасси Tatra 111; производство их продолжалось до 1974 года. В 1974 году на заводе в Тисовце начат выпуск экскаватора-планировщика с телескопической стрелой UDS 110 (созданного по образцу экскаватора американской компании Gradall) для шасси Tatra 138, а позже — Tatra 815; экскаваторы UDS оставались на конвейере до 1989 года.

### Фронтальные погрузчики
Переломным моментом в истории компании стал 1960 год, когда было запущено производство фронтального погрузчика HON 050, поскольку машины этого типа впоследствии стали самым массовым продуктом предприятия. Это был первый фронтальный погрузчик, созданный на территории Чехословакии, однако при разработке за основу взяли экземпляр немецкой компании Ahlmann. В отличие от широко распространённых погрузчиков с шарнирно-сочленённой рамой, у этой модели поворотной была только подъёмная стрела, сама же машина управлялась с помощью поворота задних колёс. К достоинством такой конструкции относится возможность повернуть ковш на 180°, к недостаткам — сниженная устойчивость при боковой разгрузке. Погрузчик грузоподъёмностью 1,2 тонны и объёмом ковша 0,5 м³ был оснащён дизельным двигателем Zetor Super 50 мощностью 42 л. с. и мог передвигаться со скоростью до 40 км/ч. За HON 050 последовали модели HON 051 и HON 053, а в 1970-х годах компания запустила в производство погрузчики UN 050 и UN 053. Погрузчик UN 053 производился до 1995 года, и за всё время было выпущено 30 000 единиц этой модели, из них не менее 10 000 были экспортированы в СССР.
В 1970 году компания начала выпуск более крупного фронтального погрузчика UNC 151 с шарнирно-сочленённой рамой, а за ним — UNC 200.

### Мини-погрузчики

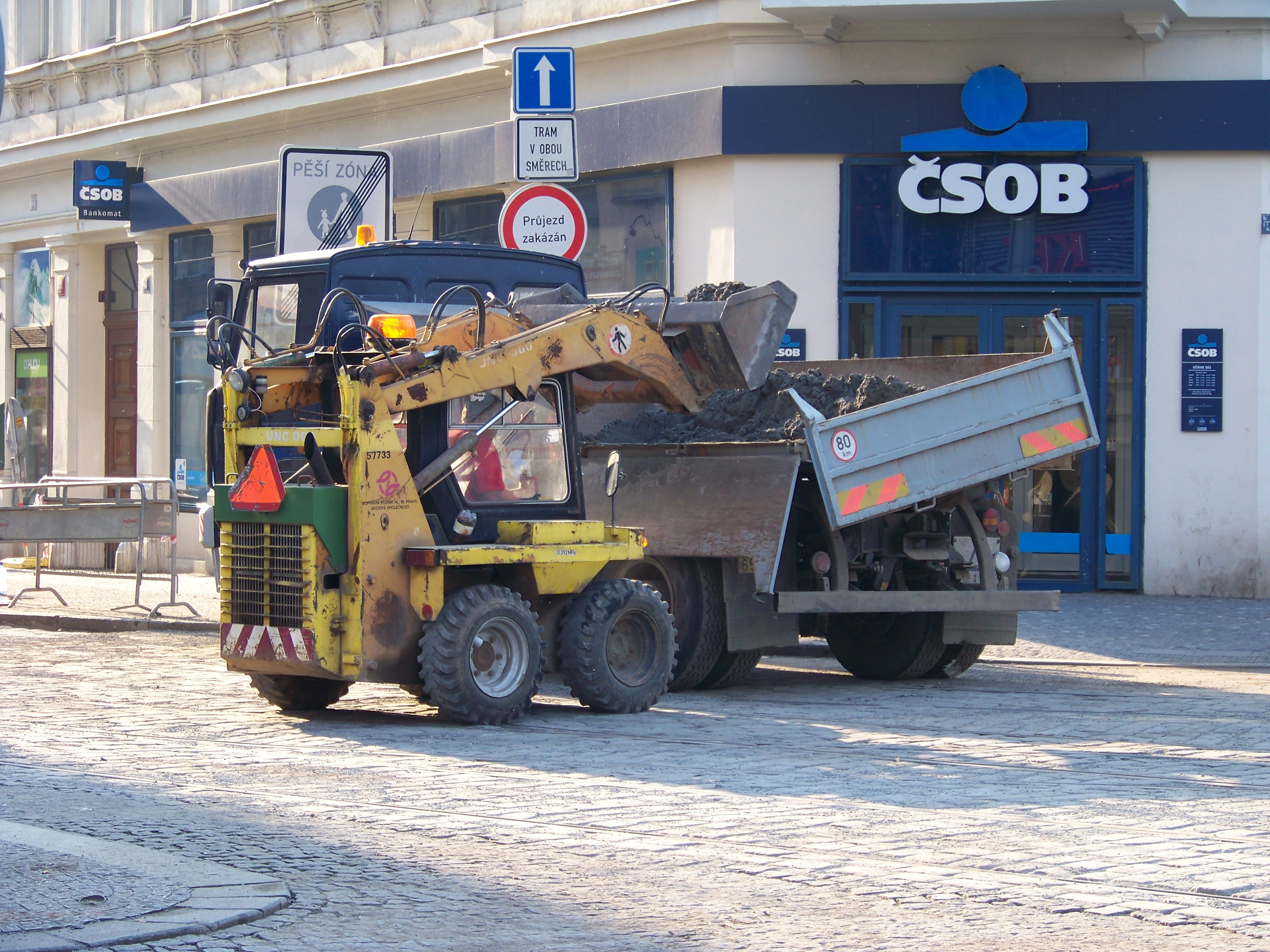
Мини-погрузчик UNC 060

С 1978 года на заводе в Крупине запущено производство мини-погрузчиков UNC 060. Машина, оснащённая четырёхтактным дизельным двигателем водяного охлаждения Zetor 5201.07, управлялась двумя рычагами, контролирующими скорость вращения левых и правых колёс. Основным рабочим органом, приводимым в действие гидравлическим трансформатором Sauer, был ковш без зубьев ёмкостью 0,35 м³, однако его можно было заменить на другие виды оборудования: обратный ковш, вилы с захватом, бур, грейфер и т. д. Погрузчик мог передвигаться со скоростью до 12 км/ч.

### Финансовое положение
Пика в производственной сфере компания достигла в середине 1980-х годов: оборот тогдашней ZTS Detva составлял около 50 млрд крон, а прибыль — 1,5 млрд крон. В результате смены политического режима в стране на рубеже 1980-х и 1990-х годов компания потеряла стабильность. На протяжении 1990-х годов компания, вновь переименованная в PPS Detva, сотрудничала с другими производителями техники, в частности, с компаниями Hanomag и CESAB. К концу 1990-х годов она была преобразована из национального предприятия в акционерное общество PPS Detva a.s. и в конце концов вошла в состав холдинга DMD. Однако в 2002 году многочисленные экономические проблемы привели к тому, что компания не смогла выполнить накопившиеся обязательства, была объявлена банкротом и прекратила производство собственной техники.
В 2003 году компания была приобретена холдингом Sitno Holding a.s. Bratislava и возобновила работу как PPS Group. С этого момента её основной продукцией стали сложные сварные конструкции (рамы, кронштейны и другие части) для других производителей горнодобывающей, строительной, погрузочно-разгрузочной и т. п. техники. Кроме того, в 2006 году началось производство новых фронтальных погрузчиков HON 200 и вилочных погрузчиков PPS SV, а также возобновился выпуск навесного оборудования для мини-погрузчиков UNC. В 2018 году объём продаж компании составил более 64 млн евро.

## Современное состояние
В настоящее время (2019 год) компания ориентирована в основном на производство крупногабаритных стальных конструкций для зарубежных клиентов — производителей строительной, горнодобывающей, погрузочно-разгрузочной и лесозаготовительной техники (в частности, Epiroc, Volvo и Kleeman); на долю экспорта приходится до 99% производства. Производство ведётся в семи цехах общей площадью около 100 тыс. м², а штат компании в конце 2018 года составлял 1141 человек, пополнившись за год 190 новыми сотрудниками. Из-за нехватки квалифицированных специалистов в Словакии компания набирает также иностранный персонал — в основном, из Польши и Украины.